# Cegielnik
Cegielnik – wieś w Polsce położona w województwie kujawsko-pomorskim, w powiecie toruńskim, w gminie Zławieś Wielka.
W latach 1975–1998 miejscowość administracyjnie należała do województwa toruńskiego. Według Narodowego Spisu Powszechnego (III 2011 r.) liczyła 990 mieszkańców. Jest piątą co do wielkości miejscowością gminy Zławieś Wielka.
We wsi znajduje się nieczynny cmentarz ewangelicki, założony w 1873 r., z najstarszymi zachowanymi nagrobkami z końca XIX i pocz. XX w.